# فالح الزيادي
فالح عبد الحسن الزيادي (بالإنجليزية: Faleh al-Ziyadi)‏؛ (مواليد المثنى عام 1963) سياسي عراقي، وحاليا يشغل منصب محافظ المثنى في جنوب العراق.

## وصلات خارجية
- الموقع الرسمي لمحافظة المثنى